# Magomedrasul Idrisov
Magomedrasul Musaevič Idrisov (in russo Магомедрасул Мусаевич Идрисов?; Mutsalaul, 8 giugno 1996) è un lottatore russo, specializzato nella lotta libera.

## Biografia
Si è messo in mostra a livello giovanile nel 2018, vincendo il titolo europeo e mondiale under 23.
Ai mondiali di Nur-Sultan 2019 ha vinto la medaglia d'argento nel torneo dei 61 chilogrammi, perdendo in finale con il georgiano Beka Lomtadze.

## Palmarès
| Anno | Manifestazione | Sede       | Evento | Risultato | Note |
| ---- | -------------- | ---------- | ------ | --------- | ---- |
| 2018 | Europei U23    | Istanbul   | 61 kg  | Oro       |      |
| 2018 | Mondiali U23   | Bucarest   | 61 kg  | Oro       |      |
| 2019 | Europei        | Bucarest   | 61 kg  | 10º       |      |
| 2019 | Mondiali       | Nur-Sultan | 61 kg  | Argento   |      |